# Untamed (livro)
Untamed é o quarto livro da série House of Night, escrita pela norte-americana P.C. Cast e sua filha Kristin Cast.

## Recepção
O livro ficou em 10.º lugar na lista dos 150 mais vendidos do USA Today, onde permaneceu por 58 semanas. O romance também entrou no Top 10 da ALA Teens em 2009, ocupando o 8.° lugar.